# Trisquel
Trisquel GNU/Linux é uma versão do sistema operacional GNU que utiliza o núcleo Linux-libre e é baseado no Ubuntu. Os principais objetivos do projeto são a produção de um sistema operacional totalmente livre e com suporte a vários idiomas.

## Visão geral
Cinco versões básicas estão disponíveis.

### Trisquel
A distribuição padrão Trisquel inclui o ambiente de desktop MATE como interface gráfica do utilizador (GUI), e Inglês, Espanhol e outras 48 localizações, 50 no total, em uma imagem ao vivo em DVD de 2,6 GB. Outras traduções podem ser baixadas se houver uma conexão com a Internet durante a instalação.

### Trisquel Mini
O Trisquel Mini é uma alternativa ao Trisquel principal, projetado para funcionar bem em netbook e hardware mais antigo. Ele usa o ambiente de poucos recursos LXDE e alternativas leves de GTK+ e X Window System para aplicações GNOME e Qt-KDE. O desktop LXDE também inclui localizações pré instaladas em Espanhol e Inglês, e pode ser instalado a partir de uma imagem de DVD de 1,2 GB.

### Triskel
O Triskel com k, é uma versão com a interface gráfica KDE em uma imagem ao vivo iso em DVD de 2,0 GB. Ideal para quem gosta de personalizar o design e a aparência até nos pequenos detalhes.
Se uma conexão de Internet estiver habilitada durante a instalação do Trisquel, Trisquel Mini ou Triskel, o software fará o download e instalará, incluindo menus de usuário e toda a documentação disponível, em qualquer um ou mais dos idiomas em que foi selecionado.

### Trisquel Sugar TOAST
O Sugar é um ambiente de trabalho livre e de código aberto projetado com o objetivo de ser usado por crianças para o aprendizado interativo. Sugar substitui o ambiente de trabalho padrão MATE disponível no Trisquel.

### Trisquel NetInstall
Consiste de uma imagem iso de CD de 42MB com apenas a quantidade mínima de software para iniciar a instalação através de um instalador de rede baseado em texto e buscar os pacotes restantes através da Internet.

## Internacionalização
A instalação completa inclui 51 idiomas (albanesa, arábica, Aranês, asturiana, básica, Búlgara, Catalã, Chmer central, Chineses simplificados, Chineses tradicionais, Servo-Croata, Tcheca, Dinamarquesa, Holandesa, Inglês, Esperanto, Estoniana, Finlandesa, francês, graga, alemã, grega,  hebraica,  hindi, húngara, Indonésia, Irlandesa, Itália, Japonês, Coreana, Lituano, Lituano, Baixo alemão, Norwegian Bokmål, Norwegian Nynorsk, Occitana, Panjabi, Polonesa, Portugues, romeno, russo, sérvio-croata, eslovaco, eslovaco, esloveno, espanhol, sueco, tamil,  tailandesa, turca, valenciana e vietnamita) pré-instalado em uma imagem de DVD de 1,2 GB.
O código fonte completo para a instalação completa do Trisquel também está disponível em uma imagem de DVD de 7.1 gigabytes para download.

## História
O projeto nasceu em 2004 com o patrocínio da Universidade de Vigo, e foi oficialmente apresentada em Abril de 2005 com Richard Stallman, fundador do projeto GNU, como convidado especial. Foi inicialmente desenvolvida como uma distribuição baseada em Debian, porém os repositórios originais foram mudados pelos do Ubuntu com a publicação da versão 2.0, no verão de 2008. O projeto hospeda seus próprios repositórios, que derivam dos "main" e "universe" do Ubuntu, porém com todo o software proprietário eliminado. As diferenças incluem a eliminação de todos os pacotes não-livres e a substituição do kernel Linux original pela versão sem firmware proprietário Linux-libre, e a adição de diversos pacotes.
Em 11 de setembro de 2009, Trisquel GNU/Linux foi incluída pela Free Software Foundation na lista das distribuições GNU/Linux 100% livres disponíveis no website do GNU, seguindo o processo de verificação para assegurar o compromisso da equipe de desenvolvimento do Trisquel e sua comunidade para promover e distribuir tão somente software 100% livre.
O nome do projeto é oriundo do símbolo celta Tríscele, formado por três espirais entrelaçadas. O logo tipo da distribuição consiste em um trisquel feito da união dos três "redemoinhos" de Debian, como mostra do reconhecimento ao projeto na qual está baseado.

## Lançamentos
| Legenda: | Versão antiga, não mantida | Versão mais antiga, ainda mantida | Versão estável atual | Versão de prévia mais recente | Lançamento futuro |

| Versão   | Codinome  | Data de lançamento | Suportado até | Kernel             | Interface Gráfica | Baseado em                          |
| -------- | --------- | ------------------ | ------------- | ------------------ | ----------------- | ----------------------------------- |
| 1.0      | Arianrhod | 2007-01-30         | —             | Linux 2.6.18.6     | GNOME 2.14        | Debian 4.0 (Etch)                   |
| 2.0 LTS  | Robur     | 2008-07-24         | 2014-03-02    | Linux 2.6.24       | GNOME 2.22        | Ubuntu 8.04 LTS (Hardy Heron)       |
| 3.0 STS  | Dwyn      | 2009-09-08         | 2011-05-11    | Linux-libre 2.6.28 | GNOME 2.26        | Ubuntu 9.04 (Jaunty Jackalope)      |
| 3.5 STS  | Awen      | 2010-03-22         | 2011-07-14    | Linux-libre 2.6.31 | GNOME 2.28        | Ubuntu 9.10 (Karmic Koala)          |
| 4.0 LTS  | Taranis   | 2010-09-18         | 2015          | Linux-libre 2.6.32 | GNOME 2.30        | Ubuntu 10.04 LTS (Lucid Lynx)       |
| 4.5 STS  | Slaine    | 2011-03-24         | 2012-09-15    | Linux-libre 2.6.35 | GNOME 2.32        | Ubuntu 10.10 (Maverick Meerkat)     |
| 5.0 STS  | Dagda     | 2011-09-17         | 2014-03-02    | Linux-libre 2.6.38 | GNOME 2.32        | Ubuntu 11.04 (Natty Narwhal)        |
| 5.5 STS  | Brigantia | 2012-04-16         | 2014-03-02    | Linux-libre 3.0    | GNOME 3.2         | Ubuntu 11.10 (Oneiric Ocelot)       |
| 6.0 LTS  | Toutatis  | 2013-03-09         | 2017          | Linux-libre 3.2    | GNOME 3.4         | Ubuntu 12.04 LTS (Precise Pangolin) |
| 7.0 LTS  | Belenos   | 2014-11-03         | 2019          | Linux-libre 3.13   | GNOME 3.12        | Ubuntu 14.04 LTS (Trusty Tahr)      |
| 8.0 LTS  | Flidas    | 2018-04-18         | 2021          | Linux-libre 4.4    | MATE 1.12         | Ubuntu 16.04 LTS (Xenial Xerus)     |
| 9.0 LTS  | Etiona    | 2020-10-16         | 2023-04       | Linux-libre 4.15   | MATE 1.20         | Ubuntu 18.04 LTS (Bionic Beaver)    |
| 10.0 LTS | Nabia     | 2022-02-01         | 2025-04       | Linux-libre 5.4    | MATE 1.24         | Ubuntu 20.04 LTS (Focal Fossa)      |
| 11.0 LTS | Aramo     | 2023-03-19         | 2027          | Linux-libre 5.15   | MATE 1.26         | Ubuntu 22.04 LTS (Jammy Jellyfish)  |